# Passeport Canada
Passeport Canada est un organisme de service spécial qui relève de Citoyenneté et Immigration Canada. Il est responsable de tout ce qui touche les passeports canadiens. Le mandat de Passeport Canada est défini par le Décret sur les passeports canadiens et porte sur la délivrance, le refus de délivrer, la révocation, le retrait, la récupération et l’utilisation des passeports canadiens.
Passeport Canada compte actuellement 34 bureaux qui délivrent des passeports à travers le pays et a établi des partenariats avec 200 agents réceptionnaires des passeports de Service Canada et de Postes Canada afin d’offrir aux Canadiens un meilleur accès aux services de passeport. Il travaille également en partenariat avec les bureaux du gouvernement du Canada à l’étranger pour fournir des services relatifs aux documents de voyage aux Canadiens voyageant ou vivant à l’extérieur du Canada.
En tant qu’organisation qui fonctionne selon le principe de recouvrement des coûts, Passeport Canada finance entièrement ses activités à partir des droits qu’il perçoit pour la délivrance des passeports et autres documents de voyage. Passeport Canada ne reçoit pas de crédit annuel du Parlement ; le programme de passeport canadien est financé par les requérants, et non par les contribuables.
Le passeport régulier (bleu) de 24 pages est le principal produit qu’il délivre. Toutefois, il délivre aussi sept autres documents de voyage.

## L'organisation
En règle générale, contrairement à la majorité des ministères gouvernementaux, Passeport Canada ne reçoit pas de crédits parlementaires (argent des contribuables). Il fonctionne selon le principe de recouvrement des coûts, ce qui signifie qu’il doit financer ses activités quotidiennes à partir des droits que versent les requérants. Autrement dit, les passeports ne sont pas subventionnés par tous les contribuables canadiens : seuls ceux qui présentent une demande de passeport paient pour ce service.
Passeport Canada reçoit un financement spécial de temps à autre, par l’entremise de prêts, pour aider à couvrir les frais de mises à niveau importantes qui dépassent les coûts opérationnels courants. En 2007-2008, par exemple, le gouvernement fédéral a octroyé à Passeport Canada une somme de 55 millions de dollars pour lui permettre d’acheter des imprimantes de passeports plus rapides, de mettre en place de nouvelles mesures de sécurité ainsi qu’un nouveau centre de traitement central et d’investir dans une technologie de l’information plus sûre.
À l’exception d’une hausse minime de deux dollars attribuable à l’augmentation des coûts d’expédition en 2005, les droits exigés pour le passeport canadien n’ont pas changé depuis 2001. Toutefois, le coût de production des passeports a continué de croître en raison de l’inflation et de l’augmentation régulière des coûts de location et des coûts relatifs à la technologie de l’information, des salaires et des services publics. Passeport Canada doit composer avec ces pressions financières tout en continuant d’offrir un service de qualité à sa clientèle et de produire des passeports sûrs et difficiles à falsifier qui sont respectés par les autres pays et qui sont conformes aux normes et aux pratiques internationales.
En outre, l’adoption du passeport électronique a un coût, et Passeport Canada devra ajuster sa structure de droits en conséquence. Conformément à la Loi sur les frais d’utilisation (LFU), la proposition de services et de droits connexes de Passeport Canada a été déposée au Parlement et étudiée par deux comités parlementaires. Elle a été approuvée sans changement. Maintenant, Passeport Canada se consacrera aux dernières étapes du processus menant à la mise en œuvre des nouveaux droits. Les nouveaux droits entreront en vigueur au moment de l’adoption du passeport électronique d’une durée de validité de 10 ans à compter du 1er juillet 2013.

## Décret sur les passeports canadiens
Le Décret sur les passeports canadiens, qui est l'instrument qui régit la délivrance de passeports canadiens, donne plusieurs exemples de cas où Passeport Canada peut refuser de délivrer un passeport à un requérant ou révoquer un passeport qui a été délivré. Ce décret est l'un des principaux outils dont dispose Passeport Canada pour maintenir l'intégrité du programme de passeport canadien. Le passeport canadien demeure en tout temps la propriété du gouvernement du Canada et est délivré à un requérant à condition que ce dernier le retourne sans tarder à Passeport Canada s'il en reçoit la demande.
Passeport Canada peut refuser de délivrer un passeport ou un document de voyage canadien ou peut révoquer un passeport si la personne :
- n'est pas un citoyen canadien ;
- fournit de faux renseignements lors du processus de demande de passeport ;
- ne parvient pas à fournir à Passeport Canada une demande dûment remplie, ou les renseignements et documents exigés ;
- est accusée d’un acte criminel au Canada ou à l'étranger ;
- est emprisonnée ou frappée d'une interdiction de quitter le Canada, est emprisonnée à l'étranger ou frappée d’une interdiction de quitter le pays en question ;
- est visée par des conditions imposées par un tribunal qui ont pour effet d'interdire la possession d'un passeport ;
- a été déclarée coupable d'une infraction relative aux passeports ou aux documents de voyage en vertu du Code criminel ; ou d'une infraction équivalente à l'étranger ;
- doit de l'argent à la Couronne relativement à son rapatriement au Canada ou à une autre forme d'assistance financière consulaire ;
- est titulaire d'un passeport qui n'est pas expiré ou qui a été révoqué.

De plus, Passeport Canada peut révoquer un passeport ou un document de voyage canadien pour l'un ou l'autre des motifs précédents. En outre, Passeport Canada peut révoquer un document de voyage délivré à votre nom :
- si vous avez utilisé le passeport ou le document de voyage pour aider quelqu’un à commettre un acte criminel au Canada ou à l'étranger ;
- si vous avez permis à une autre personne de se servir du passeport ou du document de voyage ;
- si vous avez obtenu le passeport ou le document de voyage au moyen de renseignements faux ou trompeurs ;
- si vous avez cessé d'être un citoyen canadien.

## Points de service
Les Canadiens ont accès à des services de passeport de différentes façons. Les demandes peuvent être acheminées par la poste à l’Administration centrale, présentées en personne dans l’un de nos 34 bureaux régionaux ou dans l’un des 200 points de service d’agents réceptionnaires ou, dans certains cas, envoyées par l’entremise du député du requérant. Plus de 95 % des Canadiens habitent à moins de cent kilomètres d’un point de service de passeport.
Les Canadiens à l’étranger ont également accès à des services de documents de voyage par l’intermédiaire de plus de cent bureaux du gouvernement du Canada à l’étranger responsables de la délivrance de passeports.

## Le passeport
Le passeport canadien est un document précieux qui, en plus de faciliter les voyages internationaux, prouve l'identité et la citoyenneté d'une personne. Passeport Canada délivre chaque année plus de quatre millions de documents de voyage, 98 % étant des passeports réguliers. Le passeport régulier (bleu) de vingt-quatre pages est le principal produit qu’il délivre. Toutefois, il délivre aussi sept autres documents de voyage.

## Passeports canadiens

### Passeport régulier
Le passeport de 24 pages est le document de voyage le plus fréquemment utilisé. Il est délivré aux citoyens canadiens qui effectuent occasionnellement des voyages d’agrément ou d’affaires.
Le passeport de 48 pages est destiné aux voyageurs qui se déplacent fréquemment à l’étranger (par exemple, les gens d’affaires).
À compter du 1er juillet 2013, le passeport régulier sera délivré aux adultes canadiens sous forme de passeport électronique en format de 36 pages avec des durées de validité de cinq ans et de dix ans.
À l’heure actuelle, la durée de validité maximale varie selon l’âge du titulaire :
- Adultes (16 ans et plus) : 10 ans
- Enfants (de 3 à 15 ans) : 5 ans
- Enfants (moins de 3 ans) : 3 ans

### Passeport diplomatique
Les passeports diplomatiques sont délivrés aux diplomates canadiens, aux dignitaires représentant le gouvernement, aux courriers diplomatiques et aux citoyens qui représentent officiellement le Canada dans le cadre de conférences internationales de nature diplomatique. La durée de validité est déterminée par le bureau de délivrance.

### Passeport spécial
Les passeports spéciaux sont délivrés aux représentants du gouvernement du Canada qui se rendent à l’étranger en service commandé. C’est le cas des membres du Conseil privé qui ne font pas partie du Cabinet fédéral, des députés, des membres du Cabinet d’une province, ainsi que des fonctionnaires et des citoyens participant à des conférences de nature non diplomatique. La durée de validité est déterminée par le bureau de délivrance.

### Titre de voyage d'urgence
Les bureaux du gouvernement du Canada à l’étranger peuvent délivrer, au nom de Passeport Canada, des titres de voyage d’urgence aux voyageurs canadiens qui se trouvent dans une situation précaire à l’étranger. La durée de validité est déterminée par le bureau de délivrance.

### Passeport provisoire
Certains bureaux du gouvernement du Canada à l'étranger peuvent délivrer, au nom de Passeport Canada, des passeports provisoires aux Canadiens qui se trouvent à l’étranger et qui ont un besoin urgent et vérifiable pour un passeport intérimaire, dans l’attente de recevoir un passeport ordinaire, spécial ou diplomatique. La durée de validité est déterminée par le bureau de délivrance.

## Documents de voyage canadiens

### Titre de voyage pour réfugiés
(Convention des Nations unies relative au statut des réfugiés 1951 et de son Protocole de 1967)
Le Canada délivre des titres de voyage pour réfugiés aux personnes au Canada ayant le statut de personne protégée, notamment les réfugiés au sens de la Convention et les personnes à protéger. La durée de validité est déterminée par le bureau de délivrance.
Mentions et restrictions : Un titre de voyage pour réfugiés est valable pour tous les pays autres que le pays de nationalité du titulaire.

### Certificat d'identité
Les certificats d’identité sont délivrés aux résidents permanents du Canada qui ne sont pas encore citoyens canadiens et qui, même s’ils ne sont pas considérés comme ayant reçu le statut de réfugié au Canada, sont apatrides ou incapables de se procurer un passeport ou un document de voyage de leur pays de nationalité pour une raison valable. La durée de validité est déterminée par le bureau de délivrance.
Mentions et restrictions : Un certificat d’identité n’est pas valide pour un voyage dans le pays de nationalité du titulaire.

## Caractéristiques du passeport
La génération actuelle du passeport canadien (qui est délivré depuis 2002 au Canada et depuis avril 2006 dans tous les bureaux de délivrance des passeports du gouvernement du Canada à l’étranger) est dotée de nombreuses caractéristiques de sécurité, rendant ainsi toute modification ou falsification difficile. Sur la couverture du passeport, il y a une version à jour des armoiries du Canada. Les renseignements personnels (page 2) qui identifient le titulaire sont les suivants :
1. Photo numérique : Votre photo est imprimée et intégrée numériquement à la page.
2. Hologrammes : Une série d’images holographiques appelées « crystagrammes » est intégrée à la page de renseignements sécurisée. Selon l’angle d’inclinaison, ces images donnent l’impression de se déplacer sur la page.
3. Encre spéciale : On utilise une « encre optique variable » qui change de couleur selon la lumière.
4. Photo « dissimulée » : Une copie de la photo du titulaire apparaît seulement à la lumière UV.
5. Impression numérique des renseignements : Les données personnelles ainsi que la signature du titulaire sont numériquement imprimées et intégrées à la page. Il est impossible de les modifier ou de les effacer.
6. Zone de lecture automatique : Les deux dernières lignes au bas de la page correspondent à la zone de lecture automatique où sont répétés, en format spécial, les renseignements sur l’identité du titulaire et les détails du passeport.

## Le passeport électronique
À compter du 1er juillet 2013, tous les nouveaux passeports canadiens délivrés seront électroniques et auront 36 pages. À ce moment-là, les requérants adultes pourront choisir un passeport électronique qui est valide pour 5 ou 10 ans, et ce, pour les premières demandes ainsi que les renouvellements. Les passeports électroniques pour enfants seront valides pour un maximum de 5 ans.
De plus, le nouveau passeport électronique canadien sera rempli d’images emblématiques qui rendront les passeports canadiens plus attrayants et sûrs. Les images mettent en valeur le patrimoine canadien et le façonnement de notre grande nation.

### Dispositifs de sécurité
Le passeport électronique canadien sera doté d’une puce électronique intégrée dans la couverture arrière du livret, ce qui renforcera la sécurité du passeport et le rendra plus difficile à falsifier. La puce du passeport électronique canadien est une puce de proximité sans contact qui doit être tenue à moins de dix centimètres du lecteur de passeport électronique afin d’être lue. De plus, on ne peut accéder aux données sur la puce à moins d’avoir d’abord lu la zone de lecture automatique à la page 2, ce qui signifie que le livret de passeport doit être ouvert.
La puce intégrée au passeport électronique stocke de façon sécuritaire les mêmes renseignements que ceux qui se trouvent à la page 2 du passeport : votre nom, votre sexe, votre lieu et date de naissance, votre photo, le numéro de votre passeport et la date d’expiration de celui-ci. Par contre, votre signature n’est pas reproduite sur la puce.
La photo contenue dans la puce est la même que celle que vous avez présentée avec votre demande de passeport, à la seule différence qu’elle est numérisée en format JPEG. Le fait que votre photo apparaisse à plusieurs endroits dans le passeport rend celui-ci plus difficile à falsifier. De plus, la présence de votre photo sur la puce pourrait un jour ou l’autre vous permettre d’utiliser les postes automatisés des douanes et de l’immigration qui utilisent la technologie de reconnaissance faciale pour comparer votre visage à la photo contenue dans la puce. Le recours à cette technologie est de plus en plus fréquent aux frontières partout dans le monde.
La puce contient également une caractéristique de sécurité numérique qui prouve que le passeport a été délivré par le gouvernement du Canada.
Tous les bureaux de Passeport Canada seront équipés de lecteurs de passeports électroniques où vous pourrez constater de visu ce que renferme exactement la puce et confirmer qu’elle fonctionne.